# 马栏镇 (旬邑县)
马栏镇，是中华人民共和国陕西省咸陽市旬邑县下辖的一个乡镇级行政单位。

## 行政区划
马栏镇下辖以下地区：
马栏镇社区、马栏村、转角村、后掌村、神崖沟村、前掌村、前义阳村、后义阳村、长舌头村、北坡子村、雷庄村、阳坡头村、南岭村和坪里村。